# ناشوبا (اکلاهما)
ناشوبا (به انگلیسی: Nashoba) یک منطقهٔ مسکونی در ایالات متحده آمریکا است که در شهرستان پوشماتاها، اکلاهما واقع شده‌است.